# Adesmia obscura
Adesmia obscura är en ärtväxtart som beskrevs av Dominique Clos. Adesmia obscura ingår i släktet Adesmia och familjen ärtväxter. Inga underarter finns listade i Catalogue of Life.